# المستشفى الأمريكي (دبي)
المستشفى الأمريكي - دبي هو أكبر مستشفى خاص موجود في دبي، وتحديداً في منطقة بر دبي بدولة الإمارات العربية المتحدة، ويوفر خدمات طبية ورعاية صحية على يد فريق من الأطباء والخبراء والمتخصصين في مجالات الرعاية الصحية الشاملة لأكثر من 40 تخصصاً طبياً وجراحياً، ويحمل جميع الأطباء في المستشفى شهادة البورد الأمريكي أو ما يعادلها. طاقة المستشفى السريرية تبلغ 252 سرير مع وجود برنامج طموح للتوسع وزيادة الطاقة السريرية، ويضم مختبراً متخصصاً، بالإضافة إلى مركز التدريب على دعم الحياة الذي تم اعتماده كمركز تدريب دولي من قبل جمعية القلب الأمريكية. كما يقدم المستشفى الأمريكي خدماته في مجال الرعاية الصحية والطبية من خلال سبع عيادات خارجية تقع في مدينة دبي للإعلام، والبرشاء، والخوانيج، وجميرا، وميرا، ودبي هيلز وند الشبا، حيث يستقبل المرضى من داخل وخارج دولة الإمارات العربية المتحدة. نال المستشفى العديد من الجوائز المحلية والدولية (JCIA) وتوسع في التخصصات المختلفة. وللمستشفى سمعة طيبة في جراحات تغيير مفاصل الركبة، ومركز القلب، وكذلك مركز مرض السكر، ومركز الأورام السرطانية.
يقدم المستشفى خدماته الطبية للمواطنين والمقيمين في دبي والإمارات العربية المتحدة بشكل عام وكذلك يقصده الكثير من المرضى من الدول المجاورة وخاصة الكويت وعمان والسعودية وإيران.

## التأسيس والتوسع
تأسس المستشفى الأمريكي دبي في العام 1996 وهو تابع لمجموعة محمد وعبيد الملا، وقام على مر السنوات بافتتاح العديد من العيادات والمراكز الطبية في كافة أنحاء دولة الإمارات العربية المتحدة، وعمل على تطوير خدماته من خلال عقد الشراكات مع مختلف الشركات مثل "أوراكل  Oracle " وCerner و"سيمنز هيلثنيرز Siemens Healthineers"، بالإضافة إلى إبرام شراكة تعاونية مع المؤسسة المجتمعية "IMAGOnation" لتعزيز الصحة العقلية. وفي عام 2016، انضم المستشفى إلى شبكة الرعاية الصحية مايو كلينك بهدف الاستفادة من أحدث الموارد في مجال خدمات الرعاية الصحية والطبية وتبادل الخبرات والمعرفة وتشجيع التعاون بين الأطباء في الحالات الطبية المعقدة. وفي عام 2019، خضعت البنية التحتية لفرعه الرئيسي في عود ميثاء لأعمال تطويرية اشتملت على افتتاح غرف عمليات جراحية وغرف خاصة لغسيل الكلى.
وفي عام 2020، أطلق المستشفى الأمريكي مركز أبحاث للذكاء الاصطناعي، وذلك بالتعاون مع شركة "سيرنر Cerner" العالمية، بهدف دعم أنشطة الأبحاث السريرية القائمة على البيانات ومشاريع التطوير المعتمدة على البيانات. وفي عام 2023، وقّع المستشفى اتفاقية استراتيجية مع شركتَي إميتاك لحلول الرعاية الصحية (EHS) وفاريان، الشركة التابعة لشركة "سيمنز هيلثنيرز Siemens Healthineers"، لاستخدام نظام Halcyon الخطّي الذي يستخدم في العلاج الإشعاعي. وفي العام 2024، أطلق المستشفى ثلاثة مكاتب تمثيلية للسياحة العلاجية في نيجيريا لتسهيل وصول المرضى إلى خدمات المستشفى في مجالات الأورام وأمراض القلب وجراحة العظام.

## الجوائز والاعتمادات
حصل المستشفى الأمريكي دبي على اعتماد اللجنة الدولية المشتركة (JCI) لسبع مرات، في حين نال مختبر المستشفى اعتماد كلية أطباء علم الأمراض الأمريكية تسع مرات متتالية. ونال المستشفى أيضاً اعتماد في مجال ممارسة الموجات فوق الصوتية في مجالات البطن / العام، والتشخيص والتدخل في أمراض الثدي، وذلك من قبل مجلس اعتماد ممارسة الموجات فوق الصوتية التابع للمعهد الأمريكي للموجات فوق الصوتية في الطب (AIUM).
وفي عام 2020، حصد المستشفى الأمريكي دبي جائزة "التميز في خدمات الجراحة الروبوتية" من مجلة جلوبال براند، لإجرائه أكثر من 100 عملية جراحية ناجحة. 

## روابط خارجية
- الموقع الرسمي للمستشفى الأمريكي